# مارك أندروس
مارك أندروس (بالإنجليزية: Mark Andrus)‏ هو كاتب سيناريو أمريكي، ولد في 13 ديسمبر 1955 في لوس أنجلوس في الولايات المتحدة.

## وصلات خارجية
- مارك أندروس على موقع IMDb (الإنجليزية)
- مارك أندروس على موقع قاعدة بيانات الفيلم (الإنجليزية)